# Trichoprosopon evansae
Trichoprosopon evansae är en tvåvingeart som beskrevs av Antunes 1942. Trichoprosopon evansae ingår i släktet Trichoprosopon och familjen stickmyggor.
Artens utbredningsområde är Colombia. Inga underarter finns listade i Catalogue of Life.